# Lätt flugvikt i grekisk-romersk stil i brottning vid olympiska sommarspelen 1976
Herrarnas brottningsturnering i grekisk-romersk stil i viktklassen lätt flugvikt vid olympiska sommarspelen 1976 avgjordes i Maurice Richard Arena i Montréal. 

## Medaljörer
| Klass         | Guld                            | Silver                       | Brons                      |
| Lätt flugvikt | Alexej Sjumakov · Sovjetunionen | Gheorghe Berceanu · Rumänien | Stefan Angelov · Bulgarien |

## Resultat
Legend
- TF — Vinst genom fall
- IN — Vinst genom att motståndaren skadas
- DQ — Vinst genom passivitet
- D1 — Vinst genom passivitet, vinnaren är också passiv
- D2 — Båda brottarna förlorade på grund av passivitet
- FF — Vinst genom förverkande
- DNA — Anlände inte
- TPP — Totala straffpoäng
- MPP — Matchstraffpoäng

Straff
- 0 — Vinst genom fall, teknisk överlägsenhet, passivitet, skada och förverkande
- 0.5 — Vinst på poäng, 8-11 poängs skillnad
- 1 — Vinst på poäng, 1-7 poängs skillnad
- 2 — Vinst på passivitet,  vinnaren är också passiv
- 3 — Förlust på poäng, 1-7 poängs skillnad
- 3.5 — Förlust på poäng, 8-11 poängs skillnad
- 4 — Förlust genom fall, teknisk överlägsenhet, passivitet, skada och förverkande

### Elimineringsrunda

#### Omgång 1
| TPP | MPP |                               | Poäng     |                                   | MPP | TPP |
| --- | --- | ----------------------------- | --------- | --------------------------------- | --- | --- |
| 4   | 4   | Lee In-Chang (KOR)            | 6 - 20    | Stefan Angelov (BUL)              | 0   | 0   |
| 4   | 4   | Antonio Quistelli (ITA)       | TF / 2:33 | Khalil Rashid-Mohammadzadeh (IRI) | 0   | 0   |
| 3   | 3   | Yoshite Moriwaki (JPN)        | 3 - 4     | Gheorghe Berceanu (ROU)           | 1   | 1   |
| 3   | 3   | Aleksander Zajączkowski (POL) | 6 - 11    | Sirvano Valdes (CUB)              | 1   | 1   |
| 0   | 0   | Mitchell Kawasaki (CAN)       | 17 - 1    | Byambajavyn Javkhlantögs (MGL)    | 4   | 4   |
| 0   | 0   | Aleksej Sjumakov (URS)        | DQ / 7:45 | Ferenc Seres (HUN)                | 4   | 4   |
| 4   | 4   | Michael Farina (USA)          | 4 - 19    | Salih Bora (TUR)                  | 0   | 0   |
| 0   |     | Dietmar Hinz (GDR)            |           | Bye                               |     |     |

#### Omgång 2
| TPP | MPP |                                   | Poäng     |                               | MPP | TPP |
| --- | --- | --------------------------------- | --------- | ----------------------------- | --- | --- |
| 1   | 1   | Dietmar Hinz (GDR)                | 16 - 12   | Lee In-Chang (KOR)            | 3   | 7   |
| 0   | 0   | Stefan Angelov (BUL)              | DQ / 5:19 | Antonio Quistelli (ITA)       | 4   | 8   |
| 4   | 4   | Khalil Rashid-Mohammadzadeh (IRI) | TF / 8:09 | Yoshite Moriwaki (JPN)        | 0   | 3   |
| 1   | 0   | Gheorghe Berceanu (ROU)           | TF / 0:20 | Aleksander Zajączkowski (POL) | 4   | 7   |
| 5   | 4   | Sirvano Valdes (CUB)              | TF / 2:25 | Mitchell Kawasaki (CAN)       | 0   | 0   |
| 8   | 4   | Byambajavyn Javkhlantögs (MGL)    | DQ / 6:24 | Aleksej Sjumakov (URS)        | 0   | 0   |
| 8   | 4   | Ferenc Seres (HUN)                | TF / 5:10 | Michael Farina (USA)          | 0   | 4   |
| 0   |     | Salih Bora (TUR)                  |           | Bye                           |     |     |

#### Omgång 3
| TPP | MPP |                         | Poäng     |                                   | MPP | TPP |
| --- | --- | ----------------------- | --------- | --------------------------------- | --- | --- |
| 3   | 3   | Salih Bora (TUR)        | 18 - 22   | Dietmar Hinz (GDR)                | 1   | 2   |
| 0   | 0   | Stefan Angelov (BUL)    | DQ / 8:51 | Khalil Rashid-Mohammadzadeh (IRI) | 4   | 8   |
| 3   | 0   | Yoshite Moriwaki (JPN)  | TF / 6:00 | Sirvano Valdes (CUB)              | 4   | 9   |
| 1   | 0   | Gheorghe Berceanu (ROU) | 14 - 1    | Mitchell Kawasaki (CAN)           | 4   | 4   |
| 0   | 0   | Aleksej Sjumakov (URS)  | DQ / 5:50 | Michael Farina (USA)              | 4   | 8   |

#### Omgång 4
| TPP | MPP |                        | Poäng     |                         | MPP | TPP |
| --- | --- | ---------------------- | --------- | ----------------------- | --- | --- |
| 7   | 4   | Salih Bora (TUR)       | DQ / 8:29 | Stefan Angelov (BUL)    | 0   | 0   |
| 6   | 4   | Dietmar Hinz (GDR)     | TF / 2:08 | Gheorghe Berceanu (ROU) | 0   | 1   |
| 4   | 1   | Yoshite Moriwaki (JPN) | 8 - 4     | Mitchell Kawasaki (CAN) | 3   | 7   |
| 0   |     | Aleksej Sjumakov (URS) |           | Bye                     |     |     |

#### Omgång 5
| TPP | MPP |                        | Poäng     |                         | MPP | TPP |
| --- | --- | ---------------------- | --------- | ----------------------- | --- | --- |
| 0   | 0   | Aleksej Sjumakov (URS) | TF / 5:25 | Yoshite Moriwaki (JPN)  | 4   | 8   |
| 3   | 3   | Stefan Angelov (BUL)   | 3 - 4     | Gheorghe Berceanu (ROU) | 1   | 2   |

#### Sista omgångarna
| TPP | MPP |                         | Poäng  |                         | MPP | TPP |
| --- | --- | ----------------------- | ------ | ----------------------- | --- | --- |
|     | 3   | Stefan Angelov (BUL)    | 3 - 4  | Gheorghe Berceanu (ROU) | 1   |     |
|     | 1   | Aleksej Sjumakov (URS)  | 5 - 4  | Stefan Angelov (BUL)    | 3   | 6   |
| 4   | 3   | Gheorghe Berceanu (ROU) | 6 - 10 | Aleksej Sjumakov (URS)  | 1   | 2   |